# Qayabaşı
Qayabaşı är en ort i Azerbajdzjan.   Den ligger i distriktet Şəki Rayonu, i den centrala delen av landet, 220 km väster om huvudstaden Baku. Qayabaşı ligger 283 meter över havet och antalet invånare är 1 208.
Terrängen runt Qayabaşı är kuperad norrut, men söderut är den platt. Runt Qayabaşı är det ganska glesbefolkat, med 38 invånare per kvadratkilometer.. Närmaste större samhälle är Suçma, 19,7 km väster om Qayabaşı. 
Trakten runt Qayabaşı består till största delen av jordbruksmark.